# Anioł Jerozolimski
Anioł Jerozolimski O.Carm (ur. 1185 w Jerozolimie, zm. 5 maja 1220 w Licata) – pustelnik, karmelita, męczennik, święty Kościoła katolickiego.Według tradycji należał do pierwszego pokolenia karmelitów, którzy z Ziemi Świętej przybyli do Europy na początku XIII wieku. Historyczna zgodność dat z tradycją Zakonu wskazuje nie tylko na jego pochodzenie z terenów Ziemi Świętej, ale także obecność w Rzymie za pontyfikatu papieża Honoriusza III, a przede wszystkim działalność kaznodziejską na Sycylii i męczeńską śmierć w roku 1220 w mieście Licata. Tam też spoczywają jego relikwie.

## Życiorys

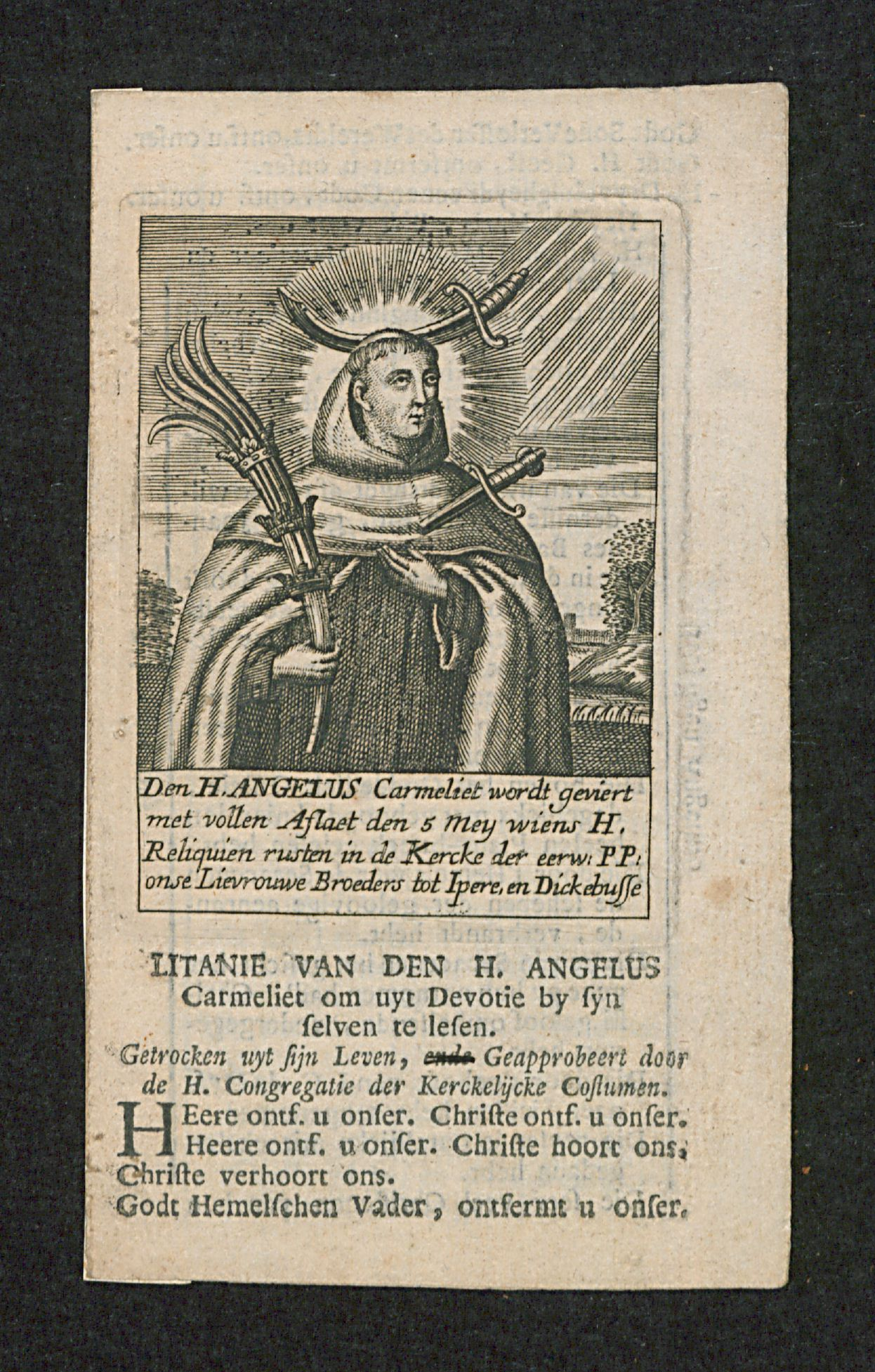
Rycina w starym modlitewniku niemieckim przedstawiająca Anioła

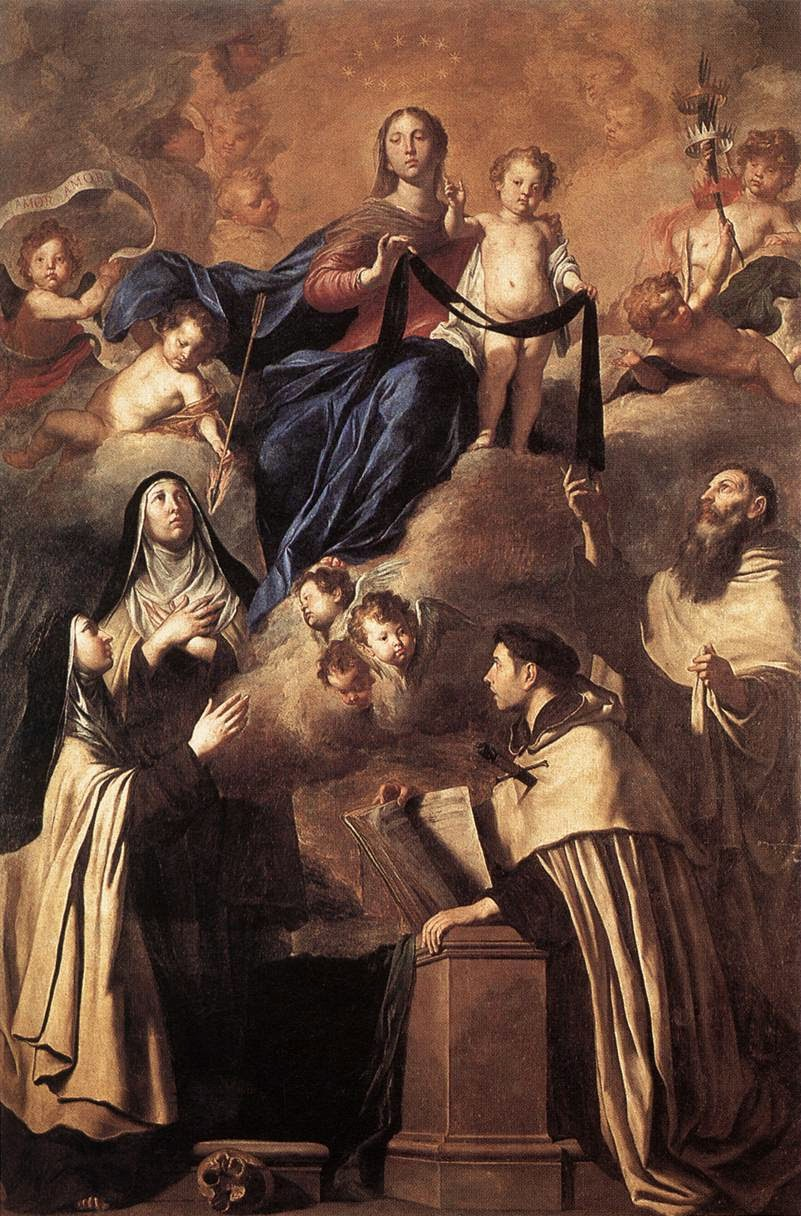
Św. Anioł na obrazie Pietro Novelli

Anioł urodził się w 1185 roku w Ziemi Świętej; według legendy w rodzinie żydowskiej, która przyjęła chrześcijaństwo. Tradycja przechowuje imiona rodziców: Jesse i Maria wraz z imieniem brata bliźniaka – Jana. Matka Boża w wizji miała zapowiedzieć rodzicom narodzenie braci, nakazując nadać im imiona: Anioła i Jana. Kiedy dzieci miały cztery lata, rodzice uprzedzeni w wizji o swej śmierci, oddali je patriarsze jerozolimskiemu na wychowanie. Ten miał umieścić dzieci w klasztorze św. Anny przy Bramie Złotej, który według tradycji był domem rodzinnym Najświętszej Maryi Panny. Tam chłopcy nabyli znajomości języków: greckiego, syryjskiego i łacińskiego. Mając zaledwie 18 lat, po przystąpieniu do życia pustelniczego wśród braci z Góry Karmel, Anioł wraz z bratem Janem miał złożyć śluby na ręce generała św. Brokarda. Ich życie zakonne od początku obfitować miało w różne cuda, ale przede wszystkim w przykład życia modlitwy i cnót zakonnych. Po przyjęciu święceń kapłańskich i kilku latach życia zakonnego na pustyni, Anioł został wysłany z misją przepowiadania do Aleksandrii w Egipcie. Przed wyruszeniem w drogę Anioł miał wizję Chrystusa, który nakazał mu wyruszyć z misją ewangelizacyjną na Sycylię i jednocześnie zapowiedział mu męczeńską śmierć. Anioł posłuszny i przełożonym, i poleceniu Zbawiciela, przez Egipt – gdzie patriarcha Aleksandrii dał mu relikwie świętych i ikonę Matki Bożej, namalowaną przez św. Łukasza, do zabrania do Europy – dotarł najpierw do Civitavecchia, a potem do Rzymu. Tam spełnił nie tylko misję otrzymaną od generała zakonu- zatwierdzenia reguły przez papieża Honoriusza III, ale i miał zasłynąć z kazań w bazylice laterańskiej. Doceniony w swym charyzmacie kaznodziei został wysłany na Sycylię przeciw katarom i z nadzieją nawrócenia także Żydów. Przepowiadając w sycylijskim mieście Licata, spotkał się z gniewem heretyckiego rycerza Berengariusza, któremu publicznie wypominał kazirodztwo z siostrą Małgorzatą. Ten w szale zaatakował św. Anioła podczas przepowiadania przy kościele św. Filipa i Jakuba i zadał mu pięć ran. Ranny Anioł zmarł cztery dni później – 5 maja 1220 roku – publicznie wybaczając Berengariuszowi.
Sława cudów dokonywanych przez Anioła już w Ziemi Świętej, przed przybyciem do Europy, później w Rzymie i Sycylii, także skuteczność jego przepowiadania, wzbudziła cześć dla niego. Męczeństwo zaowocowało jego kultem od razu po śmierci, a św. Anioł „odwdzięczył” się licznymi cudami przy swoim grobie.
Kult św. Anioła istniał w zakonie od przynajmniej 1456 roku, a za datę jego zatwierdzenia przez papieża Piusa II przyjmuje się rok 1459. 

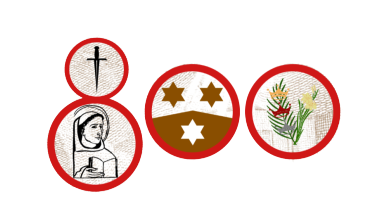
Logo Roku Jubileuszowego

## Jubileusz

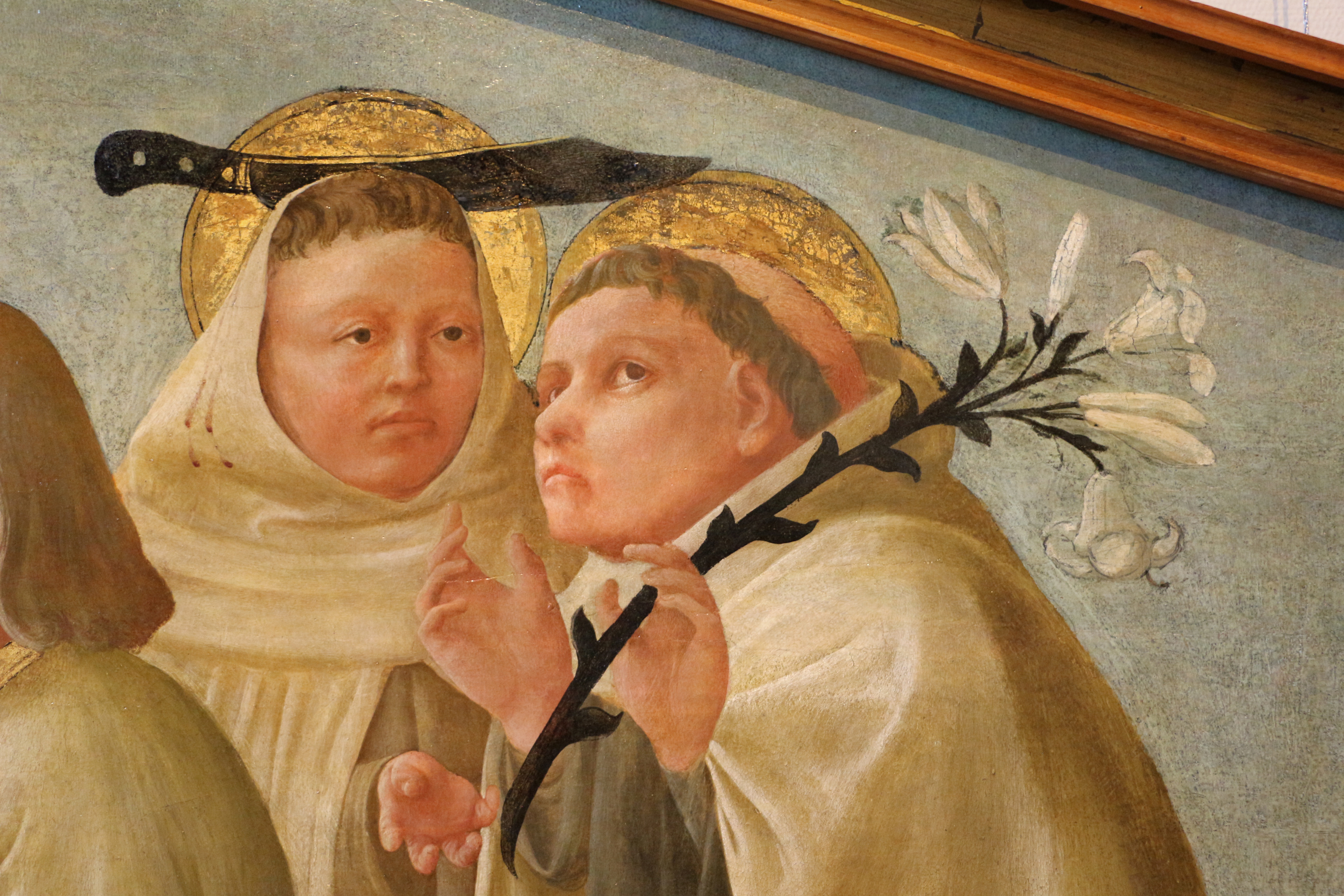
Św. Anioł po lewej stronie, fragment Madonna di Trivulzio Fra Filippo Lippi

5 maja 2020 r. w całym Zakonie karmelitańskim rozpoczął się Rok jubileuszowy 800-lecia śmierci św. Anioła z Jerozolimy. Na prośbę Zakonu Penitencjaria Apostolska udzieliła łaski odpustu zupełnego pod zwykłymi warunkami dla każdego wiernego uczestniczącego we Mszy świętej w kościele jubileuszowym. Przywilej ten obowiązuje przez cały rok (do 5 maja 2021 r.).

## Wizerunek

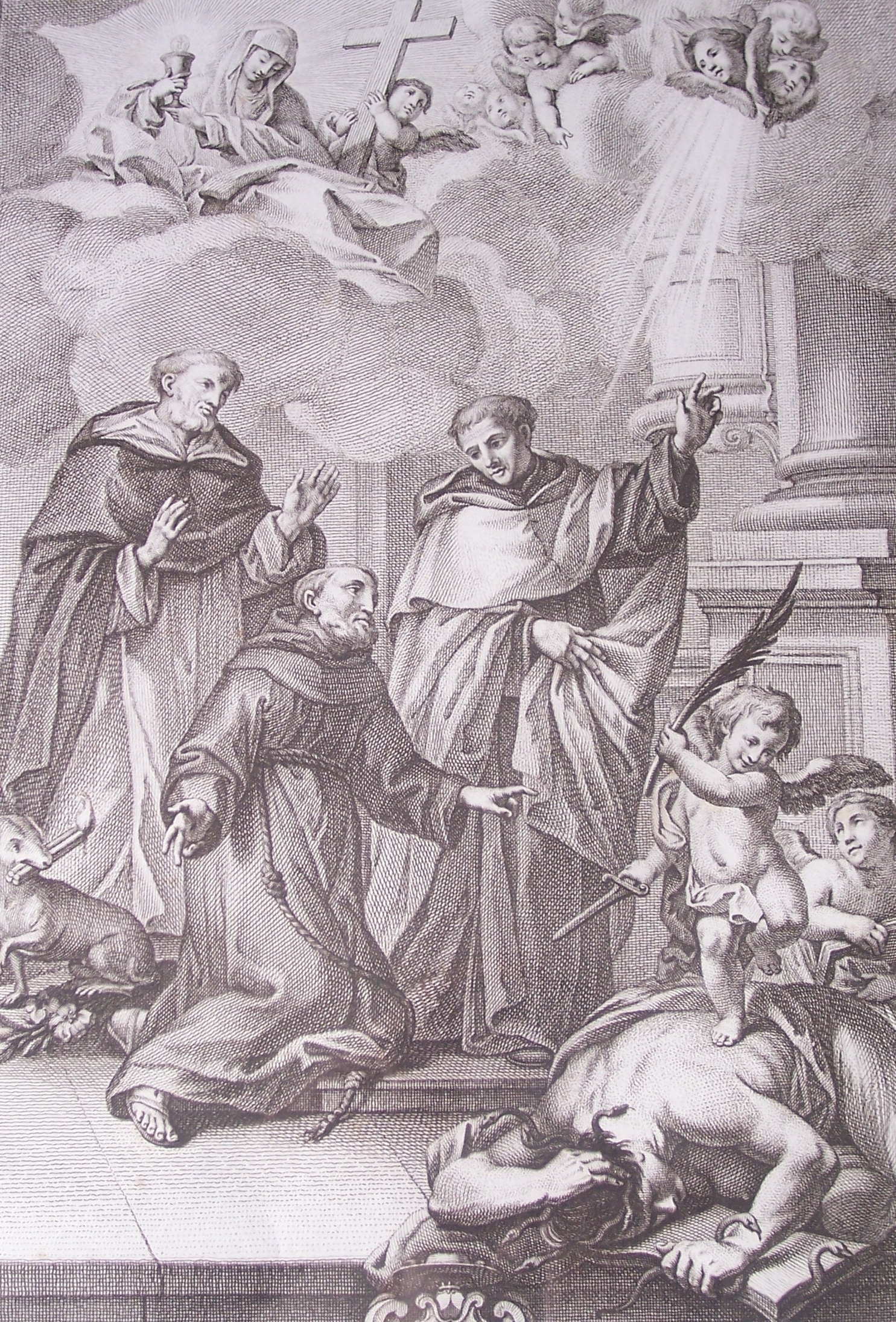
Rycina karmelitańska, Spotkanie św. Anioła, św. Franciszka i św. Dominika

Święty Anioł ma wszystkie swoje atrybuty najczęściej występujące w ikonografii: palma z trzema koronami, szpada wbita w serce i miecz rozcinający głowę, habit karmelitański, księga w ręku. Miecz, szpada i palma mówią o jego męczeństwie. Księga symbolizuje charyzmat kaznodziejski. Na palmie męczeństwa malowane są tradycyjnie korony w trzech kolorach: czerwonym (męczeństwo), niebieskim (kontemplacja), i zielonym („doktorska”; to symbol nauki Bożej głoszonej ludowi).
Podobne atrybuty obecne są w najbardziej znanym przedstawieniu św. Anioła, autorstwa fra Filippo Lippi z 1430 roku – tzw. Madonnie di Trivulzio, przechowywanej w Mediolanie. Po XVI wieku wizerunki św. Anioła stały się bardzo popularne, a do kościoła Santa Maria in Traspontina w Rzymie – siedzibie zakonu – trafił cykl 16 obrazów przedstawiających jego życie.

## Legendy
Jedna z legend mówi o kazaniu Anioła w bazylice św. Jana na Lateranie w Rzymie, którego mieli słuchać, nie znając kaznodziei, św. Dominik i św. Franciszek. Tak pisał jeden z karmelitańskich polskich kaznodziejów o tym wydarzeniu:
Każe w Rzymie w kościele Laterańskim Anioł święty pewnego czasu, między poważnym audytorem zeszli się na kazanie Dominik święty i Seraficzny Franciszek, którzy po skończonej Anioła mowie, nie znając ani imienia wiedziawszy, od Ducha Świętego nauczeni rzekli: Angelus verè Angelis nominis sui, splendorem praefert, verè Angelicus nominari, Angelicus honorari debet – W tym Aniele oczywisty Anielskiego imienia splendor, jak Niebieskiego Anioła, Anielskiego człowieka czcić y wenerować należy.
Podczas rozmowy po kazaniu św. Franciszek miał przepowiedzieć Aniołowi męczeńską śmierć, a Anioł Franciszkowi stygmaty.
Z innego przekazu wynika, że w miejscu jego męczeństwa i pochówku wytrysnęła woda i olej. Dało to zwyczaj błogosławienia oleju św. Anioła albo wody św. Anioła, który był praktykowany w klasztorach karmelitańskich także w Polsce przedrozbiorowej.

## Kult i przesłanie
W tradycyjnym kalendarzu karmelitańskim św. Anioła wspominano dwa razy – 5 maja i 24 sierpnia. Pierwsza data wyznaczała święto własne z oktawą, druga – pamiątkę przeniesienia relikwii. Po dwudziestowiecznych reformach liturgicznych, św. Anioł nadal jest obecny w kalendarzu karmelitańskim 5 maja w randze wspomnienia.
Modlitwa własna na liturgiczny obchód św. Anioła nawiązuje do obrony wiary i prosi, by święty Anioł zaprowadził wiernych do nieba umocnionych w wierze i miłości oraz noszących w ciele „krzyż umartwienia”. Przesłanie życia św. Anioła jest właśnie takie: miłość do Boga daje w modlitwie prawdziwe poznanie Go i czyni dobro wszystkim wokół, ale szczególnie przez nawracanie z grzechów do życia czystego i w prawdziwej wierze.

## Ikonografia
W ikonografii święty przedstawiany jest w habicie karmelitańskim. Jego atrybuty to księga przypominająca o jego życiu według prawd ewangelicznych, miecz rozcinający czaszkę, sztylet wbity w jego serce nawiązują do rodzaju śmierci jaką poniósł, palma odnosi się do jego męczeństwa, trzy korony symbolizują męstwo, dziewictwo, głoszenie ewangelii i odnoszą się do wiecznej nagrody w niebie.

## Galeria

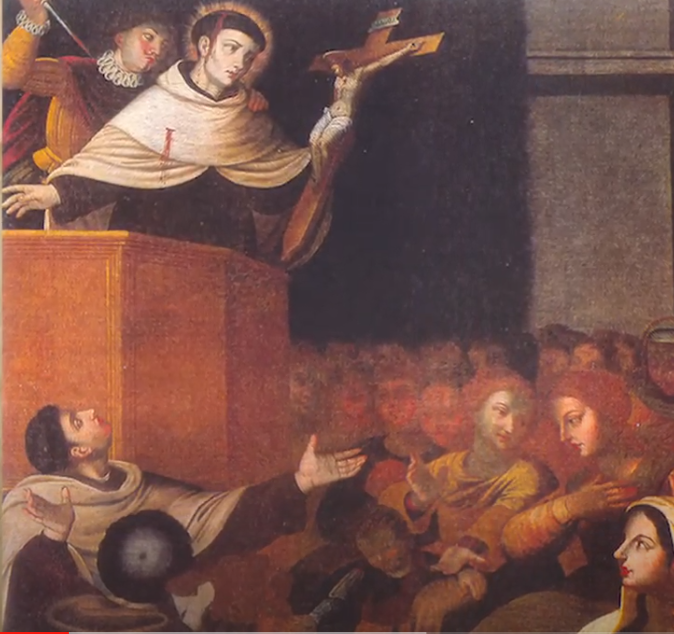
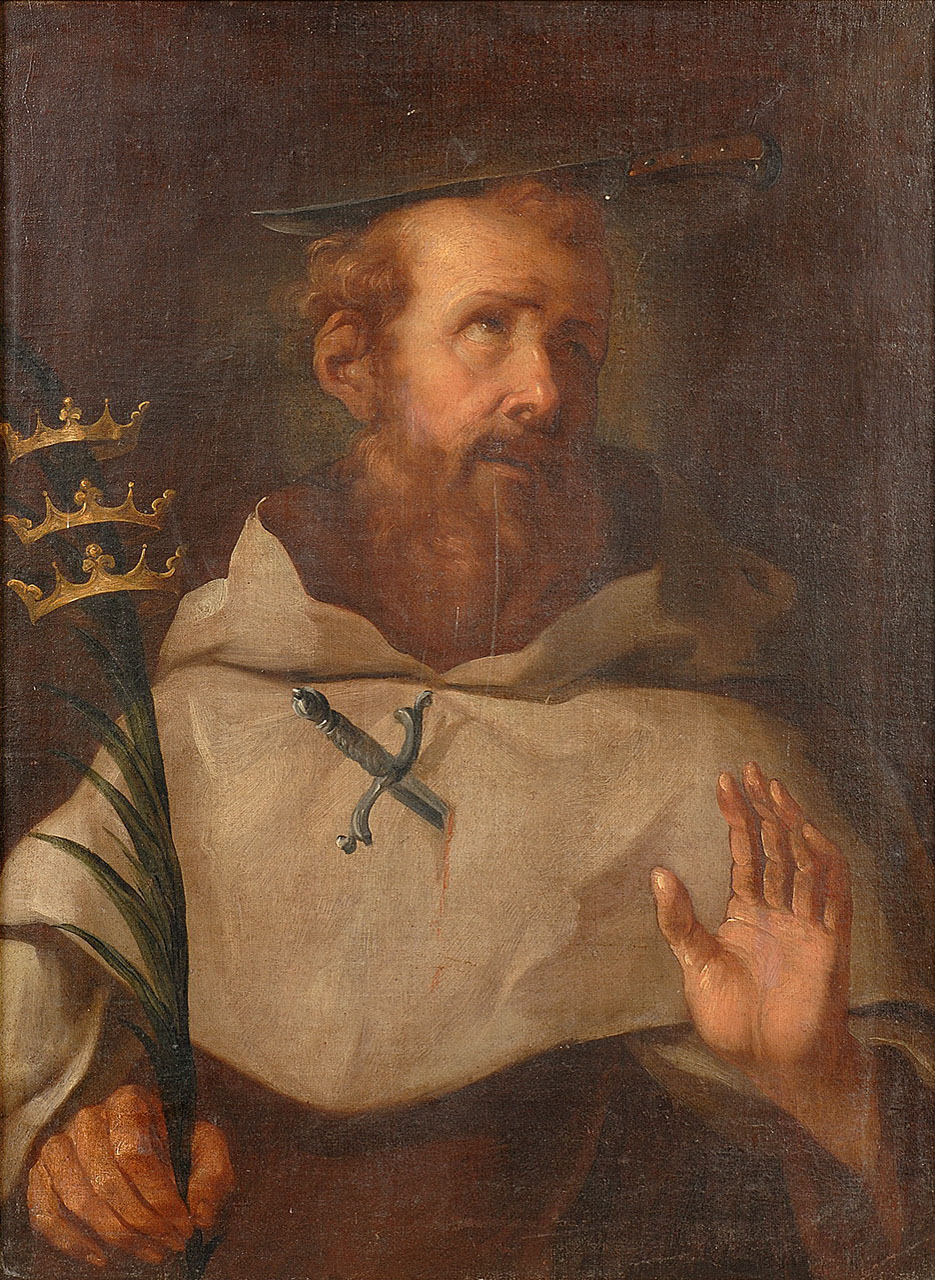
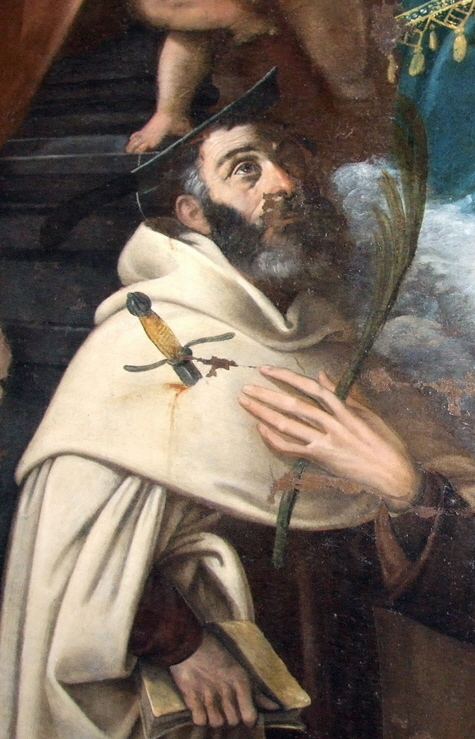
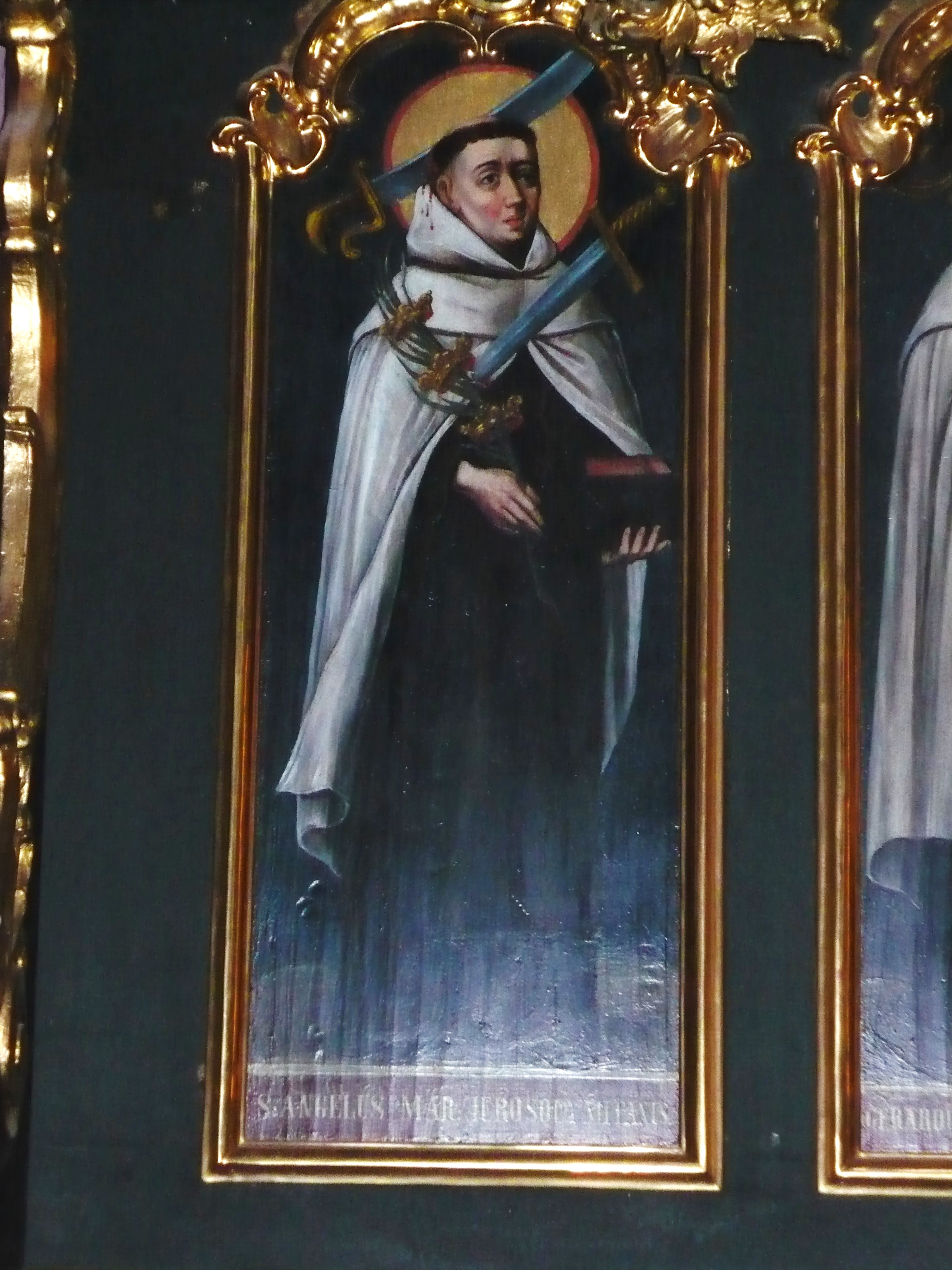
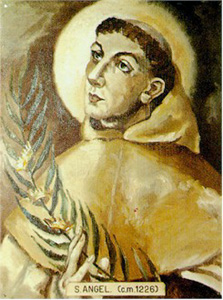
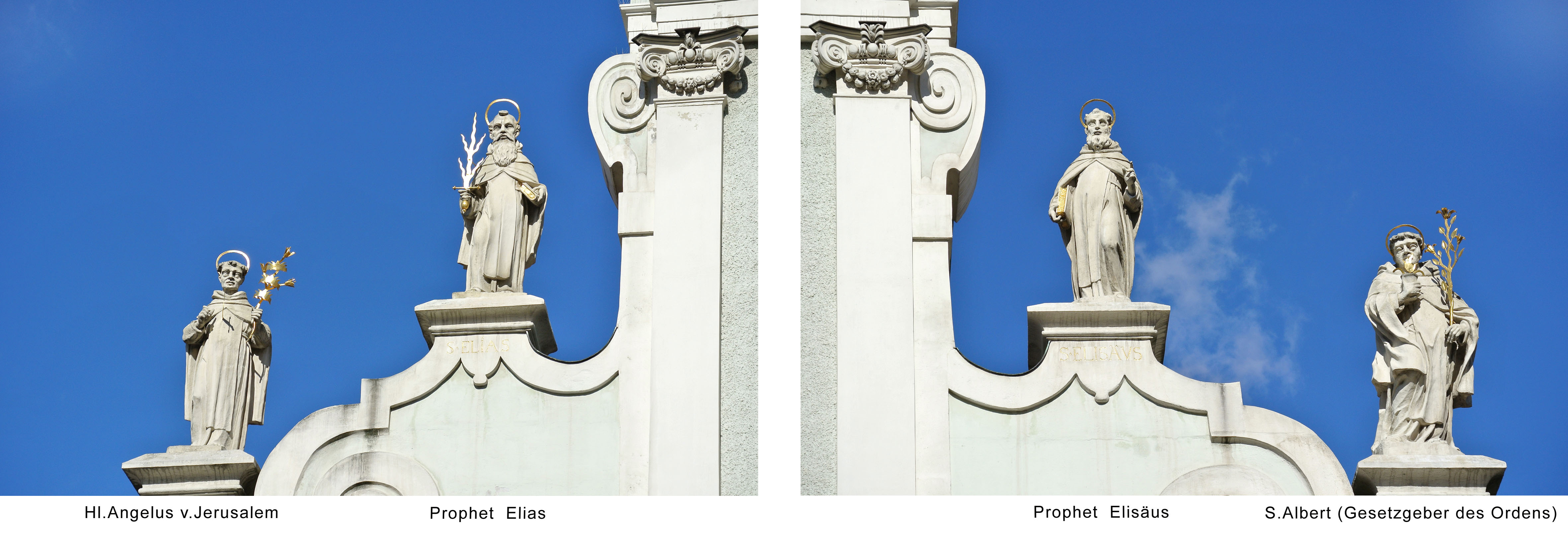